# Swarovski International Holdings
Swarovski International Holdings est une multinationale dont le siège social se trouve à Wattens en Autriche. Elle a été fondée par Daniel Swarovski en 1895, fabricant de sculptures fines en cristal. Depuis lors, l'entreprise est devenue un producteur réputé de cristal de luxe sous la marque Swarovski, ainsi qu'un fabricant de perles et de pierres précieuses pour la joaillerie sous la marque Daniel Swarovski Corporation AG et un fabricant de jumelles de haute qualité et de lunettes de fusil sous la marque Swarovski Optik. Le groupe réalise trois milliards d'euros de chiffre d'affaires en 2014